# Contarinia quinquenotata
Contarinia quinquenotata är en tvåvingeart som först beskrevs av Löw 1888.  Contarinia quinquenotata ingår i släktet Contarinia och familjen gallmyggor. Inga underarter finns listade i Catalogue of Life.